# Електричний апарат

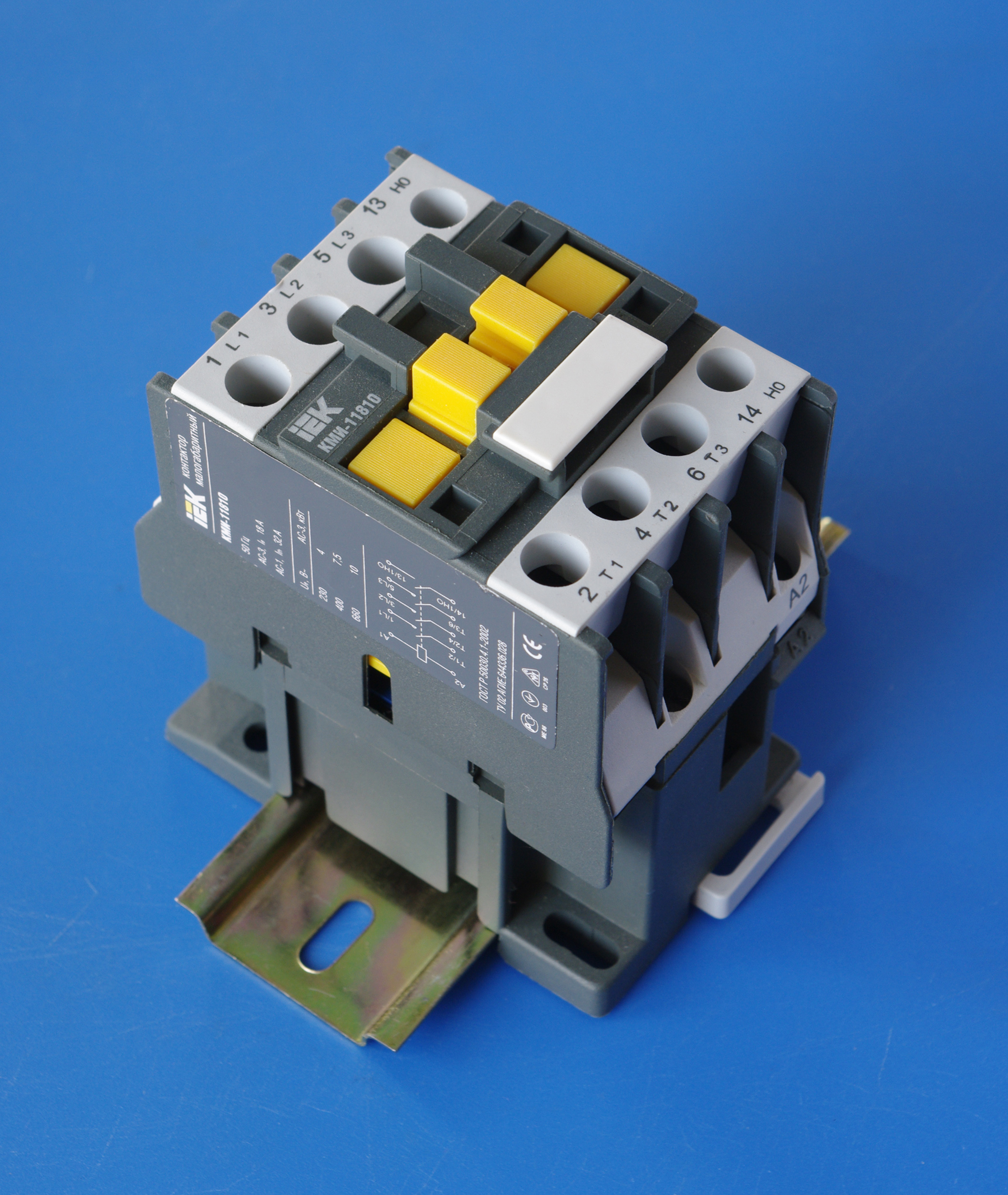
Малогабаритний контактор для монтажу на DIN рейку

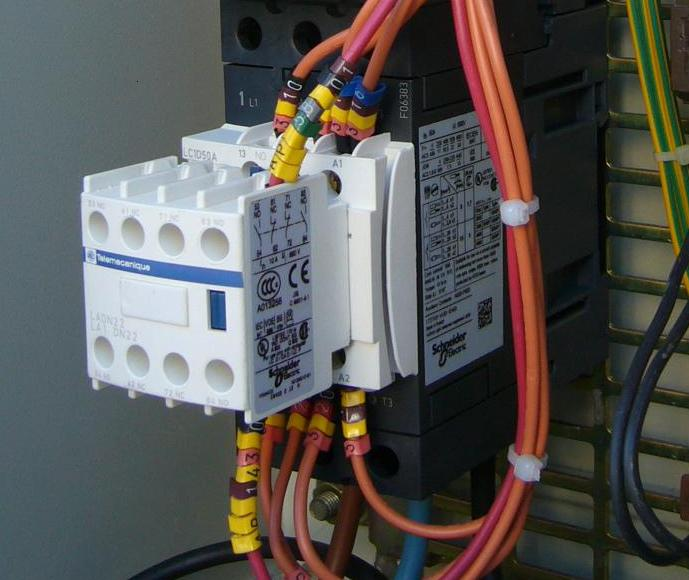
Магнітний пускач для запуску електропривода

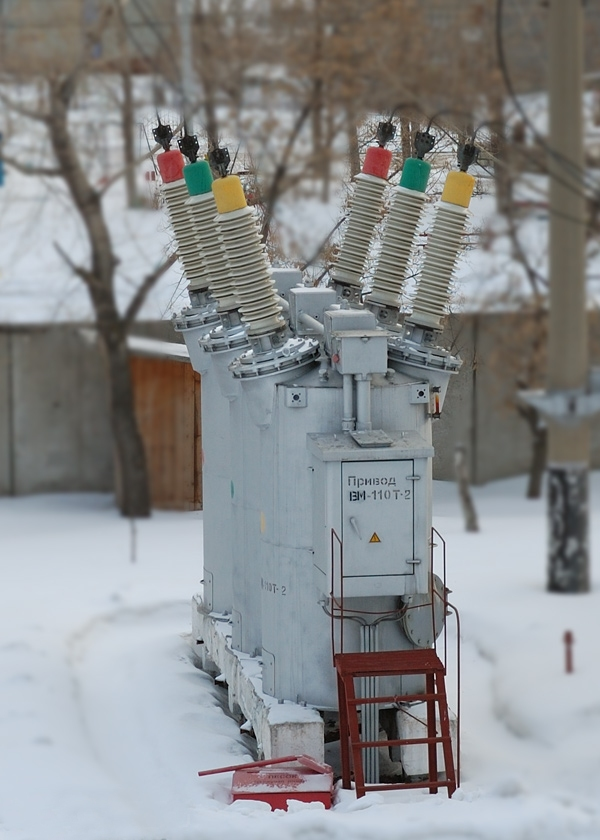
Високовольтний масляний вимикач навантаження МКП-110 на залізничній тяговій підстанції 110 кВ 50 Гц/3,3 кВ постійного струму

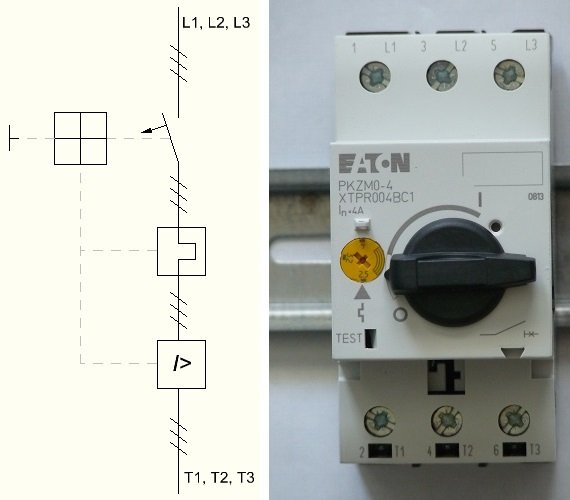
Апарат захисту електродвигуна та його умовне позначення на електричних схемах

Електри́чний апара́т (англ. electrical apparatus) — електротехнічний пристрій, призначений для зміни, регулювання, вимірювання та контролю електричних і неелектричних показників різних пристроїв, машин, механізмів тощо, а також для їх захисту від надструмів і перенапруг за неприпустимих або аварійних режимів роботи та захисту людей, майна і довкілля під час виробництва, транспортування, перетворення, розподілення та споживання електричної енергії.

## Основні функції електричних апаратів
Основними завданнями електричних апаратів, є комутація, керування, контроль, обмеження та захист технічних об'єктів. Кінцевою дією будь-якого електричного апарата, є вмикання або вимикання струму в електричному колі за допомогою комутаційного елементу, яким може бути контакт, що замикається або розмикається, або напівпровідниковий пристрій, що змінює свій опір під дією зовнішнього впливу.
Електричні апарати використовуються у системах захисту електричних мереж, у пуско-регулювальних пристроях, що застосовуються в різних виробничих процесах (особливо швидкоплинних), транспортних засобах, системах автоматики і телемеханіки, зв'язку тощо. Вимоги, що ставляться до електричних апаратів визначаються областю їх застосування, призначенням, режимами роботи та іншими чинниками.

## Класифікація електричних апаратів

### За призначенням
Відповідно до призначення електричні апарати поділяються на класи:
- комутаційні апарати — апарати, що здійснюють комутацію електричних кіл для розподілення електричної енергії, за нормальних режимів роботи, коли дія електричного апарату пов'язана зі зміною режимів роботи кола, подаванням і зняттям напруги, або для відімкнення кола в аварійному режимі. До цього класу належать відносно прості неавтоматичні апарати (наприклад, кнопки керування, рубильники, роз'єднувачі, пакетні вимикачі) і складні автоматичні пристрої (наприклад, високовольтні вимикачі). Частота операцій, що здійснюється електричними апаратами цього класу, відносно невелика — від 1 операції на рік до декількох операцій на добу;
- апарати керування — апарати, що здійснюють керування обладнанням — електричними машинами, технологічними об'єктами і застосовуються під час автоматизації виробничих процесів). Це у першу чергу пускорегулювальні апарати, що служать для запуску, регулювання частоти обертання і зупинки електричних машин, або ж для увімкнення та вимкнення споживачів електроенергії, а також регулювання процесу споживання енергії. До цього класу електричних апаратів відносяться: контактори, контролери, магнітні пускачі, реостати, електричні дроселі та інше. Деякі з них, можуть бути віднесені до комутаційних (наприклад, магнітні пускачі, контролери), але відрізняються від них відносно більшою частотою виконання операцій — до декількох сотень або тисяч операцій на годину;
- апарати захисту — апарати, що забезпечують захист людей, тварин, майна та довкілля від шкідливої дії електричної енергії. До цього класу електричних апаратів відносяться вимикачі, керовані різницевими струмами;
- обмежувальні апарати — апарати, що забезпечують обмеження надструмів та перенапруг у мережах і служать для захисту електричних кіл в аварійних режимах роботи від струмів перевантажень, або для обмеження дійсних значень струмів короткого замикання. До цього класу електричних апаратів відносяться електричні реактори, плавкі запобіжники, розрядники тощо;
- апарати контролю — апарати, що здійснюють дослідження електричних і не електричних параметрів технологічних процесів, та повідомляють про їх стан. До цього класу відносяться реле і давачі. Для реле, характерним є плавна зміна вхідної величини, що викликає стрибкоподібну зміну вихідного електричного сигналу. Використовують для зміни і контролю заданих електричних параметрів і для впливу на кола керування. Вихідний сигнал, зазвичай, робить вплив на систему автоматики. Інформація про зміну параметрів, може надходити від вимірювальних трансформаторів або перетворювачів;
- регулювальні апарати використовуються в електричних колах для регулювання за заданим законом або підтримання на заданому рівні, значень певних параметрів (наприклад, регулятори, що підтримують незмінними струм або напругу — електричні стабілізатори);
- вимірювальні апарати призначено для вимірювання великих струмів і напруг, з використанням стандартних вимірювальних приладів. За допомогою цих апаратів, кола первинної комутації ізолюються від кіл приладів вимірювання та захисту. До вимірювальних апаратів відносяться: трансформатори струму, трансформатори напруги, ємнісні подільники напруги тощо. Застосування вимірювальних електричних апаратів, дозволяє забезпечити надійне гальванічне розділення вторинних кіл (вимірювання і захисту) і первинних високовольтних кіл.

Поділ електричних апаратів на класи згідно їх призначенню, є досить умовним, оскільки багато апаратів мають ознаки, які дозволяють відносити їх до різних груп. Наприклад, вимикачі-роз'єднувачі, комбіновані із запобіжниками, можуть бути віднесені і до комутаційних апаратів, і до апаратів керування, і до апаратів захисту.

### За номінативною напругою
Достатньо об'єктивною є класифікація електричних апаратів за їх номінативною напругою, яку встановлює виробник, причому номінативна напруга апарата, повинна відповідати значенню номінальної напруги мережі, у якій має працювати апарат з урахуванням визначених виробником умов.
За цією ознакою апарати поділяють так:
- апарати низької напруги тобто апарати з номінативною напругою до ~1000 В (змінного струму) або до 1500 В (постійного струму);
- апарати середньої напруги — від ~1000 В до 35 кВ (верхня межа, у деяких країнах є вищою — до ~52 кВ) або від 1,5 кВ до 5 кВ;
- апарати високої напруги (вище верхньої межі середніх напруг, причому апарати високої напруги — це переважно апарати змінного струму).

Апарати низької, середньої та високої напруги, суттєво відрізняються за номенклатурою, конструкцією й умовами роботи, тому, хоча будь-який апарат, може мати декілька номінативів (рейтингів) напруги, усі ці значення для даного апарата ніколи не виходять за межі одного діапазону.

### За типом комутаційного елемента
Відповідно до типу комутаційного елемента електричні апарати поділяють на такі класи:
- електромеханічні електричні апарати;
- напівпровідникові електричні апарати;
- гібридні електричні апарати.

#### Електромеханічні
Електромеханічні комутаційні апарати (англ. mechanical switching device) замикають та розмикають електричні кола за допомогою контактів, причому будь-який з цих апаратів може бути визначений відповідно до середовища, де його контакти розмикаються та замикаються, наприклад повітряний, елегазовий, вакуумний тощо.
Розрізняють електромеханічні апарати з ручним та не ручним (електромагнітні, електропневматичні тощо) керуванням.
Головними перевагами електромеханічних комутаційних апаратів є можливість забезпечення так званої функції роз'єднання та незначний спад напруги на замкнених контактах при проходженні крізь них робочого струму.
Головними вадами електромеханічних комутаційних апаратів, є наявність рухомих частин (а відтак — зниження надійності цих апаратів) та виникнення на контактах під час їх розмикання, електричної дуги, яка не тільки призводить до небажаних ефектів — теплового, світлового та звукового, а й суттєво зношує контакти, скорочує ресурс роботи апарата.

#### Напівпровідникові
Напівпровідникові комутаційні апарати (англ. semiconductor switching device) призначені для вмикання струму в електричних колах за допомогою керування провідністю напівпровідника. У напівпровідникових апаратах постійного струму, для комутації електричних кіл зазвичай, застосовують транзистори (найчастіше IGBT) або двоопераційні тиристори, а в апаратах змінного струму — тиристори різних типів та симістори.
Висока швидкодія напівпровідникових комутаційних апаратів змінного струму, є їх безумовною перевагою. Іншими перевагами цих апаратів, є відсутність будь-яких рухомих частин, а відтак і відсутність проблеми механічної витривалості, та відсутність електричної дуги при комутації електричних кіл, отже і відсутність створюваних дугою ефектів — теплового, світлового та звукового.
Поряд із зазначеними перевагами, напівпровідникові комутаційні апарати мають й суттєві недоліки:
- відсутність функції роз'єднання. Функція роз'єднання в напівпровідникових комутаційних апаратах не може бути забезпечена, оскільки напівпровідникові прилади не гарантують відсутності струмів витоку та не витримують імпульсних перенапруг високого рівня;
- велике падіння напруги на комутаційному елементі. Пряме падіння напруги у напівпровідниковому комутаційному елементі є набагато більшим аніж у контактному елементі і становить 1 … 3 В. Отже, за струму 100 А та падінні напруги 2 В, потужність втрат енергії у цьому комутаційному елементі становитиме 200 Вт, а коефіцієнт корисної дії зменшиться до 99,09%. Таке збільшення втрат (у 50 разів більших, ніж у контактному елементі) має не тільки економічні наслідки, а й може призвести до неприпустимого нагрівання апарата. Щоб цього не сталося, до конструкції напівпровідникового комутаційного апарата вводять радіатори, вентилятори тощо, а це призводить до збільшення габаритів апарата та його вартості ;
- великі габарити і вартість;
- низька перевантажувальна здатність;
- чутливість до температури середовища;
- чутливість до перенапруг;
- схильність до процесу старіння;
- створення радіоперешкод.

У напівпровідникових комутаційних апаратах, зокрема у контакторах, не виникає електрична дуга, відтак вони мають суттєві переваги над електромеханічними апаратами при роботі у вибухонебезпечному середовищі.

#### Гібридні
Гібридні комутаційні апарати (англ. hybrid switching device) — це апарати, у головних колах яких, застосовуються як контактні елементи, так і напівпровідникові прилади. У ввімкненому стані, струм головного кола тече переважно через контактні елементи, а за вимикання, струм перетікає у паралельні контактам, гілки головного кола, де розташовані напівпровідникові комутаційні пристрої, які й здійснюють відмикання струму.
Таким чином, гібридні апарати у певній мірі поєднують переваги електромеханічних та напівпровідникових апаратів — малі втрати енергії у робочому стані, а також високу швидкодію та практичну відсутність електричного зносу контактів.

### Інші класифікації
Крім наведених вище, електричні апарати класифікуються:
- за родом струму існують апарати, що працюють винятково у колах змінного струму або тільки у колах постійного струму, існує також велика кількість різновидів апаратів, що можуть працювати як у колах змінного струму, так і у колах постійного струму[2].
- за ступенем захисту[3] (DIN 40050[4], ГОСТ 14254-96[5]) від дотику обслуговчого персоналу до струмопровідних чи рухомих частин та виключення потрапляння в апарати чужорідних тіл від IP00 (відкритого виконання) до IP67 (герметичне виконання)[6] ;
- за видом впливу механічних і кліматичних факторів, що регламентуються ГОСТ 15150—69[7] та ГОСТ 15543—70[8]: У (для помірного клімату), УХЛ (для помірного холодного клімату), Т (для сухого і вологого тропічного клімату) тощо.